# Les Religieuses
Pour plus de détails, voir Fiche technique et Distribution.
Les Religieuses (Canción de cuna) est une comédie dramatique espagnole sorti en 1961, réalisée par José María Elorrieta.

## Synopsis
Fin du xixe siècle, dans un couvent de Castille, la communauté des moniales célèbre la fête de leur supérieure par un poème. Cette dernière reçoit aussi la visite du médecin, Don José, qui lui annonce un diagnostic peu optimiste. Peu après, une sœur apporte une toute petite fille qui a été abandonnée à la porte du couvent : le docteur, bien que célibataire, accepte de l'adopter et la confie au couvent pour son éducation.

## Fiche technique
- Titre français : Les Religieuses[2]
- Titre original espagnol : Canción de cuña
- Réalisation : José María Elorrieta
- Scénario : José María Elorrieta, H. S. Valdés, José Antonio Verdugo, María Lejárraga[1], d'après la pièce de théâtre Canción de cuña de Gregorio Martínez Sierra[2],[3]
- Musique : Modesto Rebollo
- Production :  Eduardo Manzanos-Brochero pour Union Films (Cooperativa Cinematográfica Unión)[2],[3]
- Photographie : Pablo Ripoli[3]
- Montage : Gaby Peñalba
- Costumes : Carlos Viudes
- Maquillage : Lolita Merlo
- Pays de production :  Espagne
- Genre : comédie dramatique
- Durée : 93 min
- Dates de sortie : 
  - Espagne : 1961
  - France : 12 juillet 1967[2]

## Distribution
- Lina Rosales (es) : Sor Juana de la Cruz
- Jaime Avellán : Don Antonio Sepúlveda
- Soledad Miranda : Teresa
- Antonio Garisa : Don José Villegas
- Katia Loritz (es) : Elena Pacheco
- Tota Alba : Sor Crucifixión
- Lina Yegros
- Carlota Bilbao
- Rosita Yarza
- María Esperanza Navarro
- Francisco Cano
- María Jesús Groy
- Marisa Paredes
- Mary Paz Pondal
- Rosario Royo
- Aníbal Vela Jr.